# Festuca versuta
Festuca versuta är en gräsart som beskrevs av William James Beal. Festuca versuta ingår i släktet svinglar, och familjen gräs. Inga underarter finns listade i Catalogue of Life.